# Autoroute A 650
Die Autoroute A 650 war eine geplante französische Autobahn, die von der bestehenden Autobahn 65 bei Pau aus bis nach Oloron weitergeführt werden sollte. Die etwa 25 km lange Verbindung war ursprünglich als Verlängerung der A 65 vorgesehen. Bis in die 1980er Jahre reichten die Planungen zurück. Das Projekt wurde jedoch im Jahr 2008 aufgegeben. Es beinhaltete den Bau eines vier Kilometer langen Tunnels unter der Stadt Arbus.

## Planungsgeschichte
Die ersten Planungen begannen in den 1980er Jahren. 1994 und 1996 fanden Untersuchungen zweier Varianten der Streckenführung statt. Am 13. Januar 1998 wurde die zweite Variante durch einen Beschluss des Ministeriums genehmigt. Vom Juni bis September 2004 fand die öffentliche Anhörung statt. Am 5. Oktober 2006 beschloss das Ministerium aufgrund des Widerstandes der Bevölkerung des Aspe-Tals die Reduzierung des Umfangs der Baumaßnahmen. Die Straßenquerschnitt wurde auf eine Fahrbahn im 2+1-System reduziert. Im Jahre 2007 wurden die vorläufigen Planungen abgeschlossen. Nach einem Umweltgipfel im Jahr 2008 wurde das Projekt verworfen.